# Maginus (hố)
Maginus là một hố Mặt Trăng cổ đại (hố va chạm) nằm ở vùng cao phía nam ở phía đông nam của hố Tycho. Nó là một hố lớn có đường kính gần ba phần tư đường kính của hố Clavius nằm ở tây nam. Phía bắc của hố Maginus là một hố nhỏ hơn Proctor, và tiếp giáp ở phía đông nam là hố Deluc.
Vành ngoài của Maginus bị xói mòn nặng do sự ảnh hưởng của va chạm và bị chồng chéo bởi nhiều hố ở phía đông. Vành tường ở phía đông nam bị chồng chéo bởi Maginus C, một hố bị xói mòn khác. Một vài tính chất gốc của hố được giữ lại hình thành thành vành của Maginus, và nó không còn sở hữu được sườn ngoài. Thềm hố tương đối bằng phẳng, với một cặp đỉnh giữa thấp.

## Hố vệ tinh

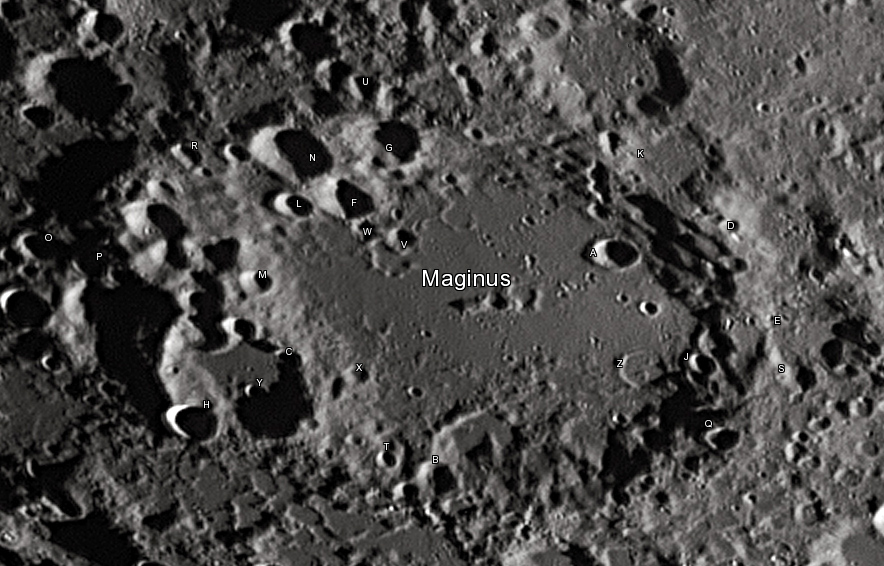
Maginus và các hố vệ tinh của nó

Theo quy ước, những tính chất này được xác định trên bản độ bằng cách đặt từng chữ cái là tâm của các hố vệ tinh gần với Maginus nhất.
| Maginus | Vĩ độ   | Kinh độ | Đường kính |
| ------- | ------- | ------- | ---------- |
| A       | 48.8° N | 4.4° T  | 14 km      |
| B       | 52.4° N | 6.2° T  | 12 km      |
| C       | 51.7° N | 9.4° T  | 42 km      |
| D       | 47.9° N | 2.2° T  | 40 km      |
| E       | 49.0° N | 1.4° T  | 37 km      |
| F       | 48.9° N | 8.2° T  | 18 km      |
| G       | 48.0° N | 7.6° T  | 23 km      |
| H       | 52.5° N | 10.0° T | 15 km      |
| J       | 49.9° N | 2.8° T  | 8 km       |
| K       | 47.4° N | 3.9° T  | 31 km      |
| L       | 49.2° N | 8.9° T  | 11 km      |
| M       | 50.4° N | 9.3° T  | 10 km      |
| N       | 48.5° N | 9.0° T  | 24 km      |
| O       | 50.6° N | 12.6° T | 12 km      |
| P       | 50.7° N | 11.8° T | 10 km      |
| Q       | 50.8° N | 2.3° T  | 9 km       |
| R       | 48.9° N | 10.4° T | 9 km       |
| S       | 49.7° N | 1.4° T  | 13 km      |
| T       | 52.3° N | 7.1° T  | 6 km       |
| U       | 47.4° N | 8.2° T  | 9 km       |
| V       | 49.3° N | 7.3° T  | 9 km       |
| W       | 49.3° N | 7.8° T  | 8 km       |
| X       | 51.3° N | 7.6° T  | 7 km       |
| Y       | 51.8° N | 9.1° T  | 7 km       |
| Z       | 50.2° N | 3.6° T  | 18 km      |